# Monopeltis schoutedeni
Monopeltis schoutedeni är en ödleart som beskrevs av  Witte 1933. Monopeltis schoutedeni ingår i släktet Monopeltis och familjen Amphisbaenidae. Inga underarter finns listade i Catalogue of Life.